# Ralph Fiennes
Ralph Nathaniel Twisleton-Wykeham-Fiennes (født 22. december 1962 i Ipswich, Suffolk, England) er en engelsk skuespiller. Han har medvirket i film som Den engelske patient, Schindlers liste, Den Røde Drage og James Bond-filmen Skyfall. Hans nok mest kendte rolle er Voldemort i Harry Potter-filmene.
Fiennes er den eneste skuespiller nogensinde, der har modtaget en Tony Award for at have spillet Hamlet på Broadway.[kilde mangler] Han har desuden modtaget William Shakespeare Award fra Shakespeare Theatre in Washington, D.C..

## Udvalgt filmografi
- Schindlers liste (1993) – Amon Göth
- Quiz Show (1994) – Charles Van Doren
- Strange Days (1995) – Lenny Nero
- Den engelske patient (1996) – grev László de Almássy
- Prinsen af Egypten (1998) – Ramses 2., stemme
- Den Røde Drage (2002) – Francis Dolarhyde
- Storbyens små mirakler (2002) – Christopher Marshall
- The Constant Gardener (2005) – Justin Quayle
- Harry Potter og Flammernes Pokal (2005) – Lord Voldemort
- Harry Potter og Fønixordenen (2007) – Lord Voldemort
- In Bruges (2008) – Harry Waters
- The Duchess (2008) – William Cavendish, 5. hertug af Devonshire
- The Reader (2008) – Michael Berg, som gammel
- Harry Potter og Halvblodsprinsen (2009) – Lord Voldemort
- Harry Potter og Dødsregalierne - del 1 (2010) – Lord Voldemort
- Clash of the Titans (2010) – Hades
- Harry Potter og Dødsregalierne - del 2 (2011) – Lord Voldemort
- Skyfall (2012) – Gareth Mallory
- The Grand Budapest Hotel (2014) – M. Gustave H.
- Den usynlige kvinde (2013) – Charles Dickens
- Spectre (2015) – Gareth Mallory
- The Dig (2021) - Basil Brown